# Przesiedlenia Niemców bałtyckich w czasie II wojny światowej

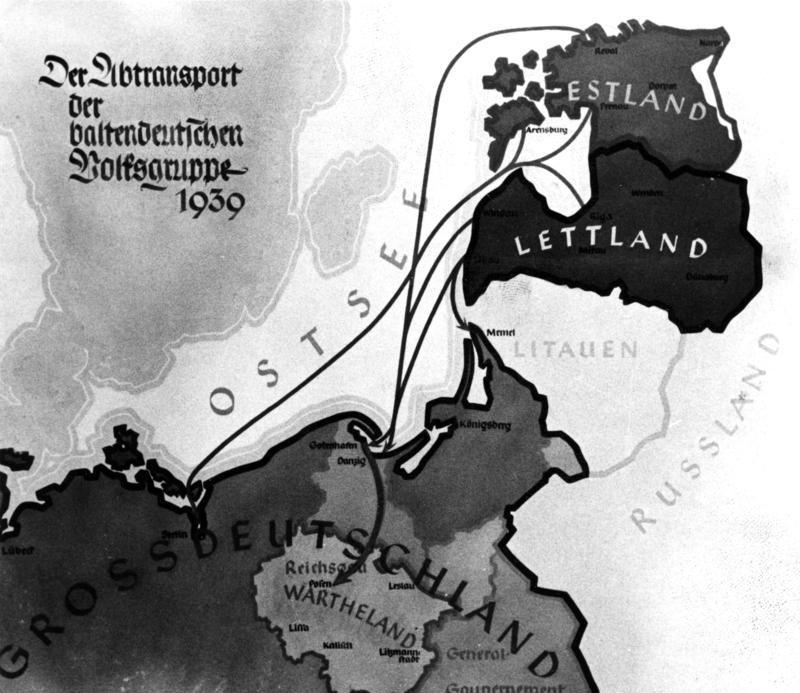
Przesiedlenia Niemców bałtyckich na tereny III Rzeszy i okupowanej Polski w 1939

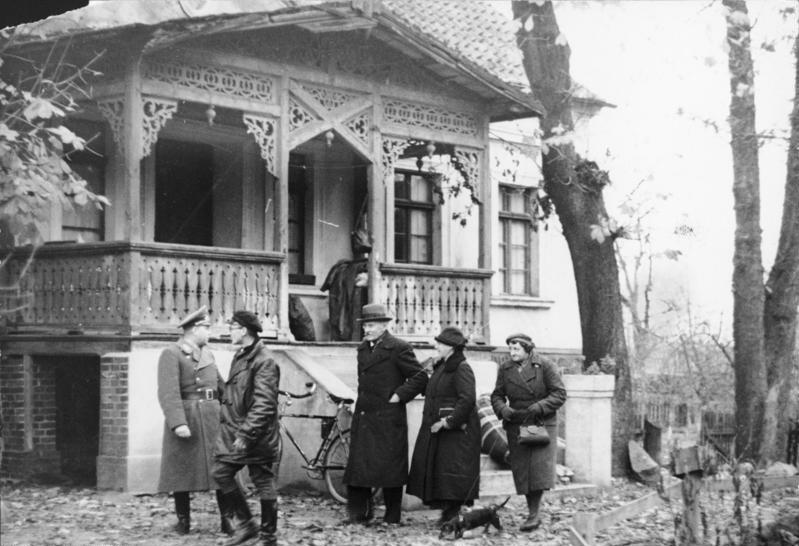
Przesiedleni Niemcy bałtyccy otrzymują nowe domy w „Kraju Warty” po wysiedlonych Polakach

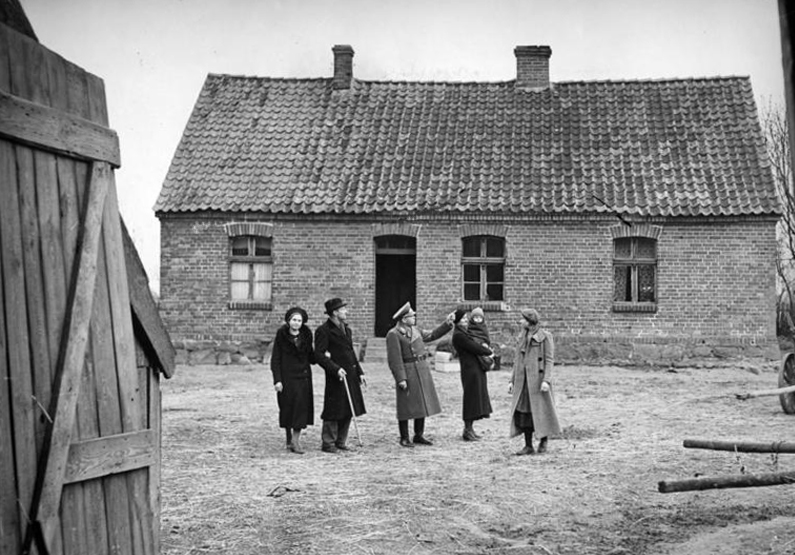
Przesiedleni Niemcy bałtyccy oglądają opuszczone przez Polaków gospodarstwo w „Kraju Warty”

Przesiedlenia Niemców bałtyckich w czasie II wojny światowej – akcja przesiedleńcza i kolonizacyjna Niemców bałtyckich, będąca częścią większej akcji zwanej „Heim ins Reich” (pol. „Z powrotem do Rzeszy”) z terenów państw bałtyckich na tereny III Rzeszy i okupowanej Wielkopolski.

## Przyczyny
Jednym z celów polityki nazistowskiej było utworzenie tzw. „Wielkiej Rzeszy Niemieckiej” (niem. Großdeutschland) jednolitej narodowo i zamieszkanej tylko przez czystych rasowo Niemców. Dla jej urzeczywistnienia deklarowano przesiedlenia ludności deklarującej niemieckie pochodzenie, tzw. Volksdeutchów z innych państw do III Rzeszy. Jeszcze przed wojną niemieckie organizacje podporządkowane SS prowadziły rejestracje mniejszości niemieckiej mieszkającej na terenach innych państw – w Czechosłowacji, Polsce, krajach bałtyckich, ZSRR, Rumunii, Węgrzech i Bułgarii. Osoby te po aneksji Polski postanowiono przesiedlić na okupowane terytoria w ramach tzw. akcji „Heim ins Reich”.
Kolejną przyczyną przesiedleń był tzw. Lebensraum, czyli zdobycie tzw. „przestrzeni życiowej” dla Niemców, co było jednym z deklarowanych przez Adolfa Hitlera celów II wojny światowej. Naziści planowali zdobycie dla Rzeszy terenów po Ural, gdzie po zwycięskiej wojnie miano osiedlić ludzi „krwi czysto nordyckiej”. Aby urzeczywistnić tę ideę prowadzono dwutorowo przesiedlenia Volksdeutschów z terenów innych państw takich jak ZSRR, Rumunia czy państwa bałtyckie oraz jednoczesne wysiedlenia ludności etnicznej z terenów państw podbitych i inkorporowanych do Niemiec, jak część przedwojennej Polski czy Francji. Największą skalę działalność ta przybrała m.in. w okupowanej Polsce – w Kraju Warty oraz we Francji – Alzacja.
W wyniku ustaleń paktu Ribbentrop-Mołotow z 1939 państwa bałtyckie włączone zostały w sowiecką sferę wpływów. Niemcy zastrzegli sobie wtedy możliwość dokonania w przyszłości ewakuacji mniejszości niemieckiej z terenów anektowanych przez ZSRR. Ustalenia dotyczące transferu ludności poruszył także traktat o granicach i przyjaźni III Rzesza-ZSRR 1939, a na przełomie października i listopada 1939 roku Niemcy podpisali z ZSRR osobne umowy o przesiedleniach Niemców z terenów Łotwy i Estonii oraz okupowanego przez ZSRR Wołynia i Galicji wschodniej.

## Przebieg akcji
Przesiedlenia odbyły się w dwóch głównych falach w latach 1939–1941. W sumie w okresie 1939-1941 Niemcy przesiedlili z Łotwy i Estonii według różnych szacunków 69–76,9 tys. Niemców, z czego większość osób trafiła na tereny „oczyszczonego” z Polaków i Żydów Kraju Warty oraz Pomorza. Z Litwy natomiast w 1941 roku przesiedlono ok. 51–54 tys. Niemców, których większość zostało osiedlonych w Wielkopolsce (zwanej przez Niemców „Krajem Warty”) na gospodarstwach odebranych polskim właścicielom.

„Kiedy otworzyliśmy drzwi, paliło się tam światło. Na stole stało jedzenie i szklanki z wystygłą herbatą, a w łóżeczkach dziecięcych była rozrzucona pościel. Domyśliliśmy się, że wysiedlenie musiało być bardzo gwałtowne, odbyć się wieczorem, kiedy dzieci już spały, a dorośli jedli kolację. Najchętniej byśmy stamtąd uciekli, ale dokąd?” – Jany Bosse, przesiedlony Niemiec bałtycki.